# Anthony Soprano, Jr.
Anthony John "A.J." Soprano, Jr. fiktivni je lik iz HBO-ove televizijske serije Obitelj Soprano. Glumio ga je Robert Iler. Obično poznat kao "A.J.", on je sin Carmele i Tonyja Soprana i stalni izvor glavobolja za svoje roditelje. Iako je jedini sin mafijaškog šefa, postaje očito kako nema sposobnosti za upuštanje u očevu organizaciju.

## Životopis
Anthony je jedini i problematični sin u obitelji te mlađi brat puno uspješnije sestre, Meadow. Konstantno upada u nevolje, zbog čega je često u problemima sa školskim osobljem. Jednom prilikom A.J.-u je dijagnosticiran granični poremećaj hiperaktivnosti i deficit pažnje. Nakon niza nevolja i varanja na testu, A.J. biva izbačen iz škole, nakon čega Tony i Carmela razmatraju ideju da ga pošalju u vojnu školu kako bi se naučio disciplini. Međutim, otkriva se kako je od oca i djeda naslijedio napade panike, nakon čega biva poslan u privatnu školu.
A.J. tijekom serije održava veze s nekoliko djevojaka, ali gotovo sve završavaju neuspješno. U šestoj sezoni, nakon nekoliko dana tijekom kojih je, kako tvrdi, tražio posao na internetu, Tony intervenira i sređuje mu posao na gradilištu, ali ga A.J. nevoljko prihvaća zbog ranog ustajanja i rada na otvorenom. Nakon očeva pritiska, A.J. nevoljko počinje raditi na gradilištu gdje upoznaje Blancu Selgado, s kojom započinje vezu. Blanca, koja je Dominikanka te ima trogodišnjeg sina Hectora, nailazi na Carmelino neodobravanje zbog rasnih razlika. Tony je, s druge strane, suosjećajniji, ustvrdivši kako je Blanca bar katolkinja kao i ostatak Sopranovih.
2007., A.J. zaprosi Blancu u otmjenom restoranu rekavši joj kako će za par godina imati nekoliko svojih restorana. Međutim, Blanca mu ubrzo vraća prsten i prekida s njim, ostavivši A.J.-a u kroničnoj depresiji. On napušta sve svoje poslove i počne naricati sve dok ga otac ne prisili da ne ode na zabavu fakultetskog bratstva kako bi se družio s vršnjacima. A.J. počne izlaziti s vršnjacima, od kojih su neki već započeli mafijašku karijeru te počne uživati. Nekoliko njegovih prijatelja na fakultetu vode ilegalno sportsko klađenje te pretuku i muče mladića koji im nije platio. Kasnije pretuku tamnoputog studenta vrijeđajući ga na rasnoj osnovi. Nakon drugog incidenta, A.J. počne viđati psihijatra kojem kaže kako je opet depresivan zbog incidenta. 
Ova depresija dovodi do neuspješnog pokušaja samoubojstva: oko noge zaveže kameni blok i baci se u kućni bazen, ali se uže pokazuje kao predugo. Njegov otac začuje zapomaganje i spasi ga od utapanja. Obitelj ga zatim smješta u psihijatrijsku ustanovu, gdje susreće Rhiannon, bivšu djevojku svojeg bivšeg prijatelja Hernana. Nakon što počne glasno očajavati kad mu Tony kaže kako mu je ubijen tetak Bobby, Tony ga izvuče iz kreveta i kaže mu da se spakira jer obitelj napušta dom zbog mogućeg napada Phila Leotarda.
U posljednjoj se epizodi otkriva kako A.J. hoda s Rhiannon. Kasnije se odlučuje prijaviti u vojsku, ali ga roditelji i djevojka odgovaraju. Umjesto toga, Tony mu sređuje posao u produkcijskoj kući Little Carminea.

## Vanjske poveznice
- Profil Anthonyja Soprana, Jr. na hbo.com
- Anthony Soprano, Jr. u internetskoj bazi filmova IMDb-u